# Bulbophyllum lancifolium
Bulbophyllum lancifolium là một loài phong lan thuộc chi Bulbophyllum.